# Amsterdam (Al Stewart)
Amsterdam is een single van Al Stewart. Het is de tweede en laatste single ter promotie van zijn album Orange. Het nummer gaat over een concertreis van Stewart door Nederland en dan met name een concert in Haarlem. Hij moet nog terug zien te komen naar Amsterdam.
De B-kant Songs out of clay was ook afkomstig van Orange. Het is een klagende vriendin, die de zanger te weinig ziet omdat hij zo met zijn muziek bezig is.
De single haalde de hitparades niet.